# José Antonio Peraile Tinaut
José Antonio Peraile Tinaut (Villanueva de la Jara, 6 d'octubre de 1966) és un exfutbolista castellanomanxec, que ocupava la posició de porter.

## Trajectòria esportiva
Peraile va militar al Castilla, a l'Albacete, al Imperio de Murcia (filial del Reial Múrcia CF), Hèrcules o Cartagena, entre d'altres. Al mercat d'hivern de la temporada 95/96 va ser fitxat pel RCD Espanyol com a tercer porter. En aquell moment, Peraile estava a l'atur, entrenava amb l'Albacete Balompié i jugava com a davanter en el Villanueva, de Regional, com a davanter. Finalment, va disputar 9 minuts del darrer partit de lliga amb l'Espanyol.